# Stenfruktsplintborre
Stenfruktsplintborre (Scolytus rugulosus) är en skalbaggsart som först beskrevs av Julius Theodor Christian Ratzeburg 1837.  Stenfruktsplintborre ingår i släktet Scolytus, och familjen vivlar. Arten är reproducerande i Sverige.

## Bildgalleri

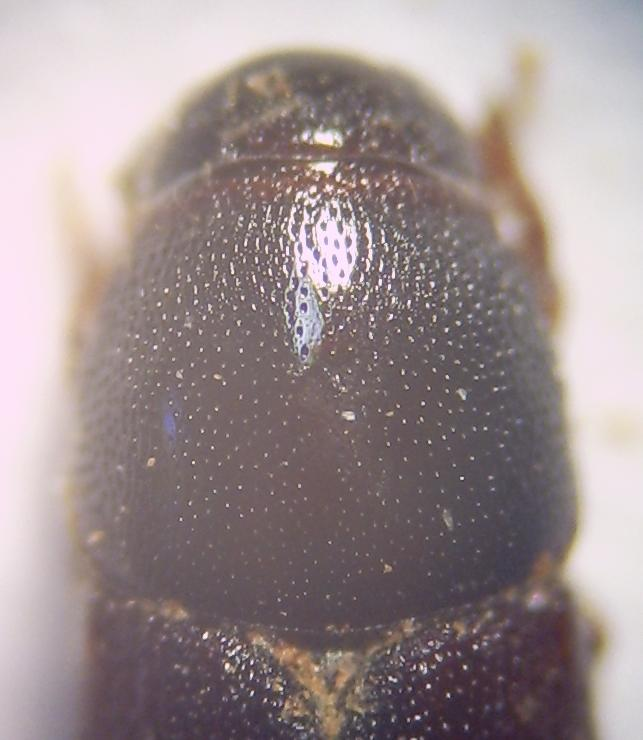